# Рубе-Эст

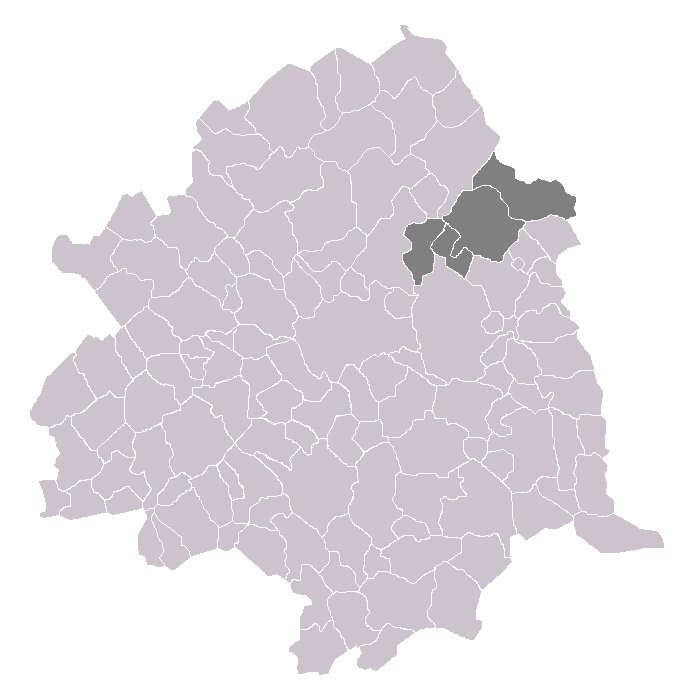
Кантоны Рубе в составе округа

Рубе́-Эст (фр. Roubaix-Est) — упраздненный кантон во Франции, регион Нор — Па-де-Кале, департамент Нор. Входил в состав округа Лилль.
В состав кантона входили коммуны:
- Ваттрело (частично)
- Рубе (восточные кварталы)

## Политика
|  | Кандидат      | Партия                  | % голосов |
|  | ------------- | ----------------------- | --------- |
|  | Мехди Массрур | Социалистическая партия | 61,12     |
|  | Кевин Сорре   | Национальный фронт      | 38,88     |

|  | Кандидат       | Партия                  | % голосов |
|  | -------------- | ----------------------- | --------- |
|  | Бернар Картон  | Социалистическая партия | 69,79     |
|  | Сильви Ланглуа | Национальный фронт      | 30,21     |